# Musik für einen Gast
Musik für einen Gast ist eine Sendung des Schweizer Radios, SRF 2 Kultur. Sie präsentiert seit Jahrzehnten «Prominente und weniger Bekannte im Gespräch über sich selbst, ihren Beruf, ihr Leben – und über ihre Lieblingsmusik». Insoweit folgt sie ihrem britischen Vorbild, der Sendung Desert Island Discs, die seit den 1950er Jahren in der BBC gesendet wird.
2024 wird Musik für einen Gast von Eva Oertle, Michael Luisier, Irene Grüter, Melanie Pfändler und Simon Leu moderiert; davor unter anderem von Röbi Koller und Hannes Hug. Die Sendung wird jeden Sonntag ab 12.40 Uhr erstausgestrahlt und am darauffolgenden Samstag um 11.03 Uhr wiederholt. Ausserdem kann sie auf der Website von Schweizer Radio nachgehört werden. Es gibt auch einen Podcast.
Die Sendung mit Karl Barth, die am 10. November 1968 gesendet worden war, ist auf einer Schallplatte und als Mitschrift veröffentlicht worden. 1971 veröffentlichte die langjährige Moderatorin der Sendung, Roswitha Schmalenbach, mit einem gleichnamigen Buch einen ersten «Rückblick auf eine Radioserie mit prominenten Zeitgenossen».